# سیلور اسپرینگز (آلاسکا)
سیلور اسپرینگز (به انگلیسی: Silver Springs) شهری در ناحیه سرشماری والدز-کوردووا، آلاسکا ایالت آلاسکا است که جمعیت آن در سرشماری سال ۲۰۰۰ میلادی ۱۳۰ نفر بوده‌است.